# Währungsschnitt
Währungsschnitt ist die Einführung einer neuen Währung mit einer zur alten Währung bestehenden festen Verrechnungseinheit, meist in einem dezimalen Verhältnis. Die alte Währung wird aus dem Kurs genommen und in dem festgesetzten Verhältnis zur neuen Währung getauscht. Ein Währungsschnitt kann sinnvoll sein, wenn durch die Inflation übergroße Summen entstehen, sodass eine Unterwährung (zum Beispiel in Form von Münzen) nicht mehr nutzbar ist. Auch die Umstellung einer Währung auf eine andere (zum Beispiel D-Mark > Euro) kann als Währungsschnitt verstanden werden. Kommt es dabei zu einer Veränderung der Vermögensanteile, ist dies nicht nur ein Währungsschnitt, sondern auch eine Währungsreform. So wurde z. B. bei dem israelischen Währungsschnitt vom 4. Juli 1985 nur die Buchgeldbestände getauscht, die auch dem Finanzamt angezeigt waren. Damit wurden durch die Einführung der neuen Währung große Buchgeldbestände eliminiert, was einer Währungsreform gleichkommt: Die Geldmenge wurde auf Kosten der Steuerhinterzieher reduziert und die Inflation gemindert.

## Historische Beispiele
- In Deutschland gab es 1924 (von der Papiermark zur Reichsmark) und 1948 (Währungsreform 1948 (Westdeutschland)) jeweils einen Währungsschnitt.[1]
- Israel am 24. Februar 1980 unter Menachem Begin wurden aus 10 Israelisches Pfund 1 Schekel. Verhältnis 1:10[2]
- Israel am 4. Juli 1985 unter Schimon Peres wurden aus 1000 Schekel (IS) 1 Neuer israelische Schekel (NIS). Verhältnis 1:1000
- 1. Januar 1998 wurde aus 1000 alten Rubel 1 neuer Rubel – der russische Staat „strich drei Nullen“. Jelzin sagte, dieser Erlass ziehe einen endgültigen Schlussstrich unter die Epoche der hohen Inflation; außerdem werde der Zahlungsverkehr dadurch leichter. Die Zentralbank richtete ein Sorgentelefon für Bürger ein.[3]
- Europa am 1. Januar 1999 als Buchgeld und drei Jahre später am 1. Januar 2002 als Bargeld von den nationalen Währungen zum Euro getauscht. Verhältnis 1 Euro = 1,95583 D-Mark
- Türkei am 1. Januar 2005 unter Recep Tayyip Erdoğan wurden aus 1 000  000 Türkischen Lira (TL) wird 1 Yeni Türk Lirasi (YTL), eine neue türkische Lira. Verhältnis 1:1000000[4]

## Historische Pläne
- Italien hatte in den 1980er-Jahren Pläne für eine Währungsreform, der sogenannten „Lira pesante“ oder „harten“ Lira. Der Entwurf basierte auf Forschungen des Mailänder Wirtschaftsprofessors Giuseppe Maria Liberto und wurde 1986 von Regierungschef Bettino Craxi dem damaligen Notenbankchef Carlo Azeglio Ciampi vorgeschlagen. Dabei sollten drei Nullen bei der Lira weggestrichen werden, was den Wert einer Einheit der italienischen Währung in eine Größenordnung anderer europäischer Währungen gebracht hätte. Neue Geldscheine im Nennwert von einer, zwei, fünf und 10 Lire wurden entworfen und sollten die entsprechenden Geldscheine von 1000, 2000, 5000 bzw. 10.000 Lire ersetzen. Das Projekt wurde jedoch nie umgesetzt.[5]

## Belege
1. ↑  Kapitel "II. Die Entwicklung des Schuldenstaats" In: Vor dem dritten Staatsbankrott?: Der deutsche Schuldenstaat in historischer und internationaler Perspektive, Marc Hansmann, Seiten 12–13, München: Oldenbourg Wissenschaftsverlag, 2012. https://doi.org/10.1524/9783486717853.11
2. ↑  Die Zeit vom 14. März 1980
3. ↑  Spiel mit dem Rubel. Spiegel online, Ausgabe 33/1997.
4. ↑  Handelsblatt vom 30. September 2004
5. ↑  La voce vom 12. April 2007